# Lijst van oorlogsmonumenten in Goirle
De Nederlandse gemeente Goirle heeft negen oorlogsmonumenten. Hieronder een overzicht.
| Nr.                             | Object                             | Herdachte groep                                                                                              | Ontwerper                   | Onthulling      | Type            | Locatie                               | Plaats | Coördinaten                  | Foto                               |
| ------------------------------- | ---------------------------------- | --- | --------------------------- | --------------- | --------------- | ------------------------------------- | ------ | ---------------------------- | ---------------------------------- |
| 422                             | Oorlogsmonument                    | burgerslachtoffers, militairen in dienst van het Ned. Kon. na 1945                                           | J. Backx, A. van Gool       | 1950            | zuil            | Kerkstraat 3, 5133 AJ                 | Riel   | 51° 31' 33" NB, 5° 1' 25" OL | Oorlogsmonument                    |
| 2715                            | Herdenkingsmonument                | burgerslachtoffers                                                                                           | Nico de Wit                 | 4 mei 1995      | overig          | Kloosterstraat, 5051 LT               | Goirle | 51° 31' 16" NB, 5° 3' 57" OL | Herdenkingsmonument                |
| 2724                            | Monument voor de familie Dasché    | vervolgden Nederland                                                                                         |                             | 4 mei 2005      | plaquette       | Emmastraat 35, 5051 LL                | Goirle | 51° 31' 19" NB, 5° 4' 20" OL | Monument voor de familie Dasché    |
| 2726                            | Oorlogsmonument                    | militairen in dienst van het Ned. Kon. 1940-1945, burgerslachtoffers, vervolgden Nederland, verzet Nederland | Luc. van Hoek (1910-1991)   | 29 oktober 1950 | reliëf          | Kerkstraat 3, 5051 LA                 | Goirle | 51° 31' 26" NB, 5° 1' 24" OL | Oorlogsmonument                    |
| 2838                            | Monument voor de Onbekende Soldaat | geallieerde militairen                                                                                       |                             |                 | zuil            | St. Jansstraat, 5051 RG               | Goirle | 51° 31' 6" NB, 5° 3' 53" OL  | Monument voor de Onbekende Soldaat |
| 2839                            | Indië-monument (1)                 | militairen in dienst van het Ned. Kon. na 1945                                                               |                             |                 | plaquette       | Tilburgseweg, 5051 AA                 | Goirle | 51° 31' 22" NB, 5° 1' 17" OL | Indië-monument (1)                 |
| 3447                            | Monument voor Karl-Heinz Rosch     | overig | Riet van de Louw-van Boxtel | 3 november 2008 | beeld/sculptuur | Dorpstraat 34, 5133                   | Riel   | 51° 31' 37" NB, 5° 1' 25" OL | Monument voor Karl-Heinz Rosch     |
| 3538                            | Indië-monument (2)                 | militairen in dienst van het Ned. Kon. na 1945                                                               |                             |                 | gedenksteen     | St. Jansstraat, 5051 RG               | Goirle | 51° 31' 8" NB, 5° 3' 55" OL  | Indië-monument (2)                 |
| Dit oorlogsmonument op Wikidata | Stolpersteine                      | vervolgden Nederland                                                                                         | Gunter Demnig               |                 | reliëf          | Zie Lijst van Stolpersteine in Goirle | Goirle |                              | Meer afbeeldingen                  |

Alphen-Chaam ·
Altena ·
Asten ·
Baarle-Nassau ·
Bergeijk ·
Bergen op Zoom ·
Bernheze ·
Best ·
Bladel ·
Boekel ·
Boxtel ·
Breda ·
Cranendonck ·
Deurne ·
Dongen ·
Drimmelen ·
Eersel ·
Eindhoven ·
Etten-Leur ·
Geertruidenberg ·
Geldrop-Mierlo ·
Gemert-Bakel ·
Gilze en Rijen ·
Goirle ·
Halderberge ·
Heeze-Leende ·
Helmond ·
's-Hertogenbosch ·
Heusden ·
Hilvarenbeek ·
Laarbeek ·
Land van Cuijk ·
Loon op Zand ·
Maashorst ·
Meierijstad ·
Moerdijk ·
Nuenen, Gerwen en Nederwetten ·
Oirschot ·
Oisterwijk ·
Oosterhout ·
Oss ·
Reusel-De Mierden ·
Roosendaal ·
Rucphen ·
Sint-Michielsgestel ·
Someren ·
Son en Breugel ·
Steenbergen ·
Tilburg ·
Valkenswaard ·
Veldhoven ·
Vught ·
Waalre ·
Waalwijk ·
Woensdrecht ·
Zundert